# مستثمر ملتزم
في اللغة الدارجة المالية، المستثمر الملتزم  ، أو حامل الحقيبة Bagholder بالإنكليزية، هو مستثمر انتهى به الأمر يحمل حصصًا في سهم لا قيمة له.  عادةً ما يشتري المستثمر الملتزم السهم عندما يكون في ذروة سعره، عندما كان الناس يبالغون في حماسهم للسهم بشكلٍ يؤدي إلى ارتفاع سعره، ثم يقوم الملتزم بالاحتفاظ بالسهم طوال فترة من الانخفاضات الحادة، ما يؤدي إلى خسارة الكثير من المال في هذه العملية.
يمكن للمصطلح أن يشير أيضًا إلى مالك الأصول والأدوات المالية الأخرى التي أصبحت عديمة القيمة، مثل السندات المبتدئة لشركة متعثرة، أو رموز من عملة مشفرة (كريبتو) فاشلة. الكلمة مشتقة من الجمع بين مصطلح حامل الأسهم والتعبير "انتهى به الأمر يحمل الحقيبة".

## أمثلة
إذا تم شراء عقار لا قيمة له بفكرة بيعه بسعر أعلى، فيُقال إن الشخص الساذج العالق في ملكية العقار هو حامل الحقائب أو مستثمر ملتزم. 